# Mezőszemere, Heves
Mezőszemere  este un sat în districtul Füzesabony, județul Heves, Ungaria, având o populație de 1.243 de locuitori (2011). 

## Demografie
Componența etnică a satului Mezőszemere
     Maghiari (88,22%)
     Romi (10,25%)
     Necunoscut (0,27%)
     Alții (1,26%)
Componența confesională a satului Mezőszemere
     Romano-catolici (56,8%)
     Fără religie (8,29%)
     Reformați (3,3%)
     Greco-catolici (2,65%)
     Necunoscută (28,4%)
     Alte religii (0,97%)
Conform recensământului din 2011, satul Mezőszemere avea 1.243 de locuitori. Din punct de vedere etnic, majoritatea locuitorilor (88,22%) erau maghiari, cu o minoritate de romi (10,25%). Apartenența etnică nu este cunoscută în cazul a 0,27% din locuitori.  Din punct de vedere confesional, majoritatea locuitorilor (56,8%) erau romano-catolici, existând și minorități de persoane fără religie (8,29%), reformați (3,3%) și greco-catolici (2,65%). Pentru 28,4% din locuitori nu este cunoscută apartenența confesională.